# اصل موضعیت
اصل موضعیت در فیزیک می‌گوید هر شی تنها تحت تاثیر اشیایی قرار می‌گیرد که به‌طور بلافصل در محدوده اطراف آن قرار دارند. نظریه نسبیت خاص سرعت چنین اثرگذاری‌هایی را به سرعت نور محدود می‌کند. 
آزمایش‌های عملی ظاهرا نشان می‌دهد که مکانیک کوانتومی قضیه بل را نقض می‌کند که این امر بر اساس برخی تفسیرهای مکانیک کوانتومی نشان‌دهنده نوعی ناموضعیت (ارتباط و انتقال اطلاعات از راه دور به‌صورت فوری و بدون رعایت محدودیت سرعت نور) می‌باشد.